# ベニボタル
ベニボタル（紅蛍）は、コウチュウ目ホタル上科ベニボタル科に分類される甲虫 Lycostomus modestus の和名。ベニボタル科 Lycidae の甲虫の総称として使われることも多い。
和名に「ホタル」とある通り、ホタルと近縁ではあるが、発光はしない。形はややホタルに似ており、柔らかな体の甲虫である。成虫の体は細長くて腹背に平たく、和名のとおり前翅が赤い種類が多い。また、触角が大きく発達しており、種類やオスメスによって櫛状や鋸状になる。
おもに林の中にすみ、昼に活動する。翅が赤いので見かけた時はよく目立つ。多くの種類があるが、小型の昆虫なので同定がやや難しい。
幼虫もおおよそホタルのそれに似ている。動きは遅い。大抵は朽ち木等で見つかるが、食物の咀嚼にも、動物の捕食にも役に立ちそうにない脆弱な口器、根元まで裂けて2本ずつに分かれた特殊な大顎など非常に特異な食性を暗示させる形態を持つものの食性はよく分かっていない。粘菌の変形体を食べるらしいとの観察例がいくつか報告されている。

## おもな種類

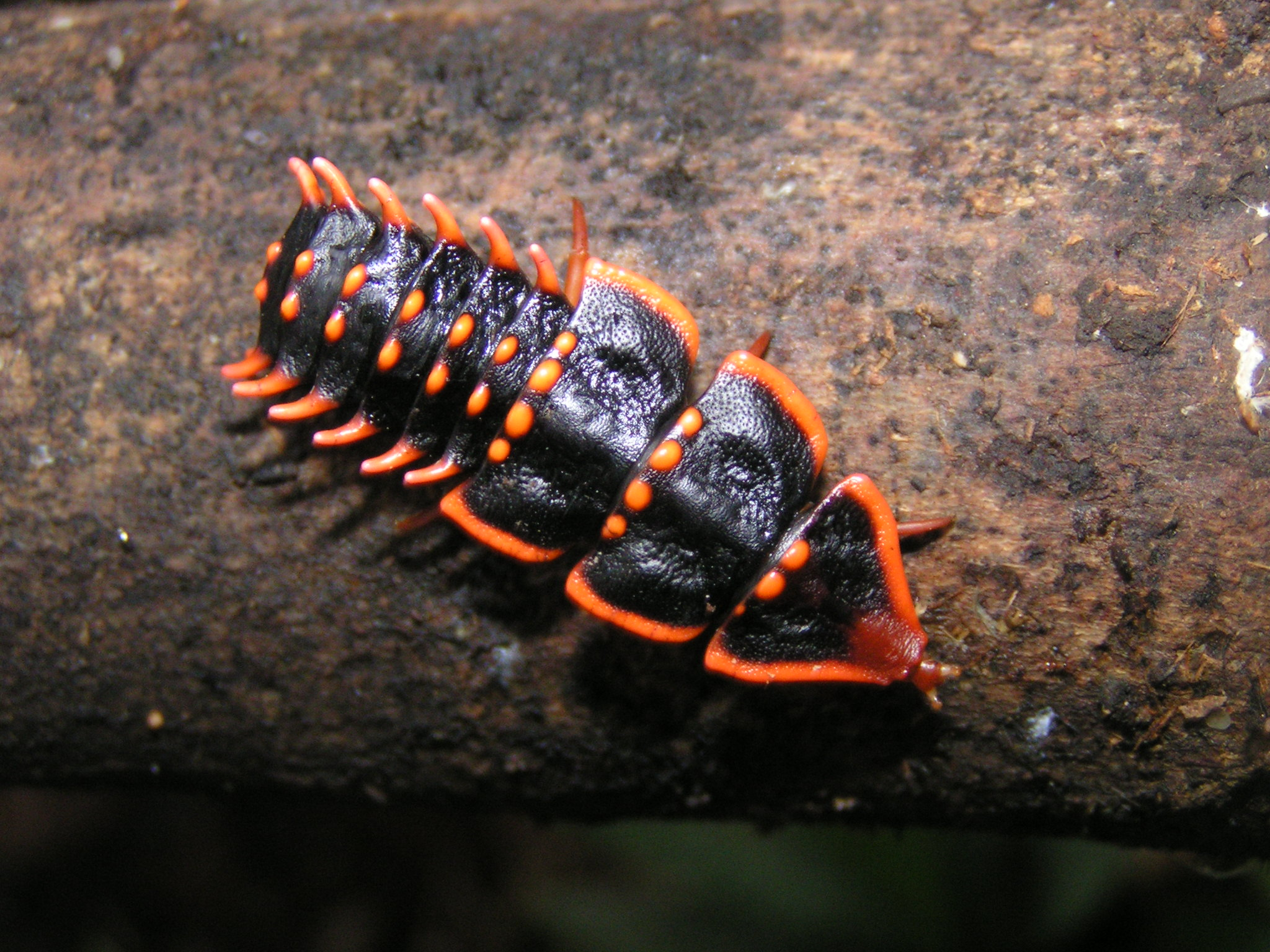
サンヨウベニボタルの一種 Platerodrilus paradoxus のメス（ボルネオ島サバ州、2004年）

ベニボタル Lycostomus modestus
体長12mm前後。本州以南の日本各地と中国に分布する。口吻が前に突き出ていて、前胸中央がへこんでいる。
クシヒゲベニボタル Macrolycus flabellatus
体長15mm前後。触角が太く、触角がオスは櫛状、メスは鋸状に発達する。
ヒシベニボタル Dictyoptera gorhami
体長5mm前後。和名のとおり前胸の中央に菱形の模様がある。
テングベニボタル Platycis nasutus
体長5mm前後。和名のとおり頭部が前に突き出ている。また、前胸の中央に五角形の模様がある。
カクムネベニボタル Lyponia quadricollis
体長10mm前後。和名のとおり前胸部が四角形をしている。また、触角はオスが櫛状で、メスは鋸状に発達する。
カクムネクロベニボタル Cautires nakanei
体長10mm前後。前翅は黒っぽく、前方に赤みがかかる。最近まではクロベニボタルと呼ばれていた。
サンヨウベニボタル Platerodrilus sp.
極端な性的二形で知られ、メスが体長40-80mm前後あるのに対し、オスはその1/10程度しかない。メスは三葉虫を思わせる特異な外形で古くから知られており、オスが発見されないことが長い間謎とされていたが、オスが長年見つからなかったのは、メスに寄生する別種の昆虫に分類されていたからである。なおメスの特異な外形は幼形成熟によるものであり、オスは他のベニボタルのそれに類した外形をしている。東南アジアの熱帯林林床にごく普通に見られるが、分類が全く進んでいないため種名が確定していないものが多い。近年は風変わりなペットとして輸入もされている。和名は英名 Trilobite Beetle（三葉虫甲虫）の意訳による。カワリベニボタルという和名もある。